# 응순 (연호)
응순(應順, 934년 1월 ~ 4월)은 후당(後唐) 민제(閔帝) 이종후(李從厚)의 연호이다. 3개월 가량 사용하였다. 민제(閔帝)가 폐위되고 난 후에 폐제(廢帝) 노왕(潞王)이 청태로 개원할 때까지 사용하였다. 
응순 연호를 차용한 십국(十國) 국가는 형남(荊南), 남초(南楚), 오월(吳越)이 있다.

## 개원
- 장흥(長興) 5년 1월 7일[1](934년 1월 24일)에 연호를 응순(應順)으로 개원함.[2][3][4][5]

- 응순(應順) 원년 4월 16일[6](934년 5월 31일)에 연호를 청태(淸泰)로 개원함.[7][8][9][5]

## 연대 대조표
| 응순       | 원년            |
| 서기(西紀) | 934년           |
| 간지(干支) | 갑오(甲午)      |
| 거란(契丹) | 천현(天顯) 9년  |
| 남한(南漢) | 대유(大有) 7년  |
| 양오(楊吳) | 대화(大和) 6년  |
| 민(閩)     | 용계(龍啓) 2년  |
| 후촉(後蜀) | 명덕(明德) 원년 |

## 동시대 연호

### 한국
후백제(後百濟)
- 정개(正開) (900년 ~ 936년)

### 중국
거란(契丹)
- 천현(天顯) (926년 ~ 938년)

남한(南漢)
- 대유(大有) (928년 ~ 942년)

양오(楊吳)
- 대화(大和) (929년 ~ 935년)

민(閩)
- 용계(龍啓) (933년 ~ 934년)

후촉(後蜀)
- 명덕(明德) (934년 ~ 937년)

대의녕(大義寧)
- 대명(大明) (931년 ~ 937년)

호탄 왕국(于闐)
- 동경(同慶) (912년 ~ 966년)

### 일본
- 조헤이(承平) (931년 ~ 938년)

## 같이 보기
- 중국의 연호 목록